# Studienanfängerplatz
Ein Studienanfängerplatz ist ein Begriff aus dem Kapazitäts-Management der Kultusministerien und Hochschulen der deutschen Bundesländer und dem praktizierten Kapazitätsrecht. Aufgrund des Abiturs nach zwölf Jahren wird in mehreren Ländern wegen der zu erwartenden höheren Anzahl an Studierenden eine Neuregelung angestrebt.

## Regelung
Das Kapazitätsrecht regelt an den Universitäten die Zahl der bereitgestellten Studienplätze. Studienanfängerplatz und Studienplatz sind im Sinne des Kapazitätsrechts zwei Größenordnungen zur Bezeichnung von Kapazitäten. Ein Studienanfängerplatz entspricht danach dem 3- bis 4-fachen eines Studienplatzes.